# Кладовище (серіал, 2022)
«Кладовище» (тур. Mezarlık) — турецький інтернет-серіал 2022 року від Netflix у жанрі бойовика, детективу і трилера, створений компанією ANS Productions, Evrensel Film. В головних ролях — Бірдже Акалай, Олгун Токер, Шехсувар Акташ, Хакан Мерічлілер.
Перший сезон вийшов 17 червня 2022 року.
Серіал має 1 сезон. Завершився 4-м епізодом, який вийшов у ефір 17 червня 2022 року.
Режисер серіалу — Абдулла Огуз.
Сценарист серіалу — Онур Бобер, Озден Учар, Еврен Огуз.

## Сюжет
Головна героїня — молода жінка, яка має єдину мету у житті — це відновлення справедливості. Саме тому вона є співробітником спеціального підрозділу, який займається розслідуванням убивств жінок.

## Актори та ролі
| Актор                | Роль                        |
| -------------------- | --------------------------- |
| Бірдже Акалай        | комісар Онем Озулку         |
| Олгун Токер          | Сердар Ата                  |
| Шехсувар Акташ       | Хасан Дуру                  |
| Хакан Мерічлілер     | начальник поліції Халук Ата |
| Берна Озтюрк         | Софія / Нергіс Узмез        |
| Сезгін Узунбекіроглу | Феріха Махмудзаде           |
| Джем Сургіт          | Гохан Демірделен            |
| Баран Гюлер          | Берк Гулерюз                |
| Еліф Севінч          | Суде                        |
| Обен Онур            | секретар прокурора Гохана   |

## Сезони
| Сезон | Епізоди | Епізоди | Оригінальний показ | Оригінальний показ | Оригінальний показ |
| Сезон | Епізоди | Епізоди | Перший показ       | Останній показ     | Мережа             |
| ----- | ------- | ------- | ------------------ | ------------------ | ------------------ |
| 1     | 4       | 4       | 17 червня 2022     | 17 червня 2022     | Netflix            |

## Список серій

### Сезон 1 (2022)
| № | # | Назва                       | Режисер      | Сценарист                          | Перший ефір у США |
| - | - | --------------------------- | ------------ | ---------------------------------- | ----------------- |
| 1 | 1 | «-» «Güneşten Daha Sıcak»   | Абдулла Огуз | Онур Бобер, Озден Учар, Еврен Огуз | 17 червня 2022    |
| - |   |                             |              |                                    |                   |
| 2 | 2 | «-» «Bir Nefes Kadar Yakın» | Абдулла Огуз | Онур Бобер, Озден Учар, Еврен Огуз | 17 червня 2022    |
| - |   |                             |              |                                    |                   |
| 3 | 3 | «-» «Göldeki Kadın»         | Абдулла Огуз | Онур Бобер, Озден Учар, Еврен Огуз | 17 червня 2022    |
| - |   |                             |              |                                    |                   |
| 4 | 4 | «-» «Düğüm»                 | Абдулла Огуз | Онур Бобер, Озден Учар, Еврен Огуз | 17 червня 2022    |
| - |   |                             |              |                                    |                   |

## Нагороди
| Рік  | Премія                       | Категорія                 | Номінант     | Результат |
| ---- | ---------------------------- | ------------------------- | ------------ | --------- |
| 2022 | 48. Премія «Золотий метелик» | Найкращий інтернет-серіал | Кладовище    | Номінація |
| 2022 | 48. Премія «Золотий метелик» | Кращий режисер            | Абдулла Огуз | Номінація |